# Thomas Mignot de Lamartinière
 (janvier 2024).
Pour les articles homonymes, voir Mignot et Lamartinière.
Thomas Mignot, baron de Lamartinière, né le 26 février 1768 à Machecoul en Loire-Atlantique et mort le 6 septembre 1813 à Bayonne, dans les Pyrénées-Atlantiques, est un général français de la Révolution et de l’Empire.

## Biographie

### Du sous-lieutenant au colonel
Il entre comme sous-lieutenant le 15 septembre 1791, dans le 32e régiment d'infanterie, ci-devant de Bassigny, qui est compris dans la formation de la 81e demi-brigade. Il est nommé lieutenant le 31 mai 1792, obtient le grade de capitaine le 30 septembre suivant, et fait les campagnes de 1792, 1793 et an II à l'armée du Rhin. Le 19 juillet 1793, au combat devant les redoutes de Wayest, il fait des prodiges de valeur à la tête des grenadiers qu'il commande et y est blessé d'un coup de feu à la cuisse droite. De l'an III à l'an V inclusivement, il sert aux armées de l'Ouest et des côtes de l'Océan, sous les ordres des généraux en chef Hoche et Hédouville. Le 3 thermidor an III, à l'affaire de Quiberon, il gravit les rochers sur lesquels se trouve situé le fort de Penthièvre n'étant précédé que d'un seul grenadier qui est tué. Tombé seul au milieu d'un poste ennemi, il se dégage et fait mettre bas les armes aux hommes qui le composent, à l'aide de quelques grenadiers qui arrivent à son secours. Les colonnes d'attaque ayant été forcées de se replier et l'ennemi faisant ses dispositions pour chasser du fort les Républicains qui y ont pénétré, l'adjudant-général Ménage lui donne l'ordre d'aller informer le général Hoche de ce qui se passe. Après avoir rempli cette mission avec un plein succès, le capitaine Mignot rallie plusieurs corps, en arrête d'autres qui font leur retraite, et revient ensuite à leur tête pour déjouer les projets de l'ennemi sur le fort Penthièvre, dont il assure la possession aux troupes républicaines par un retour offensif habilement dirigé. Dans son rapport au gouvernement, le général en chef attribue une grande part du succès de cette journée à la bravoure et aux bonnes dispositions du capitaine Mignot.
Par arrêté du 5 thermidor an IV, le Directoire exécutif élève Mignot au grade de chef de bataillon, en récompense, est-il dit dans son brevet, de la bonne conduite, du zèle et des talents qu'il a déployés à l'armée des côtes de l'Océan. Appelé au commandement d'un bataillon de la 81e demi-brigade pour l'expédition d'Irlande, le 5 brumaire an VI, il s'embarque le 24 thermidor suivant sur la frégate l'Immortalité. Il a sous ses ordres les 1er et 3e bataillons de la 81e, avec lesquels il prend part à trois combats. Dans celui qui est livré le 29 vendémiaire an VII, il reste constamment à son poste sur le gaillard d'arrière, quoique blessé, et est fait prisonnier par les Anglais. Échangé le 12 ventôse suivant, il continue les campagnes des ans VII, VIII et IX à l'armée de l'Ouest et il reçoit son brevet de chef de brigade de la 77e de ligne par arrêté des consuls du 22 décembre 1800. Employé en l'an XI au camp de Bayonne, il passe comme colonel le 11 vendémiaire an XII dans le 50e régiment d'infanterie de ligne qui fait partie de l'armée de Batavie ; est nommé membre de la Légion d'honneur le 11 décembre 1803, et reçoit la décoration d'officier de l'ordre le 14 juin 1804.

### Général de l'Empire
Désigné par l'Empereur comme membre du collège électoral de la Loire-Inférieure, Mignot est en l'an XIII au camp de Montreuil sous les ordres du maréchal Ney. De 1805 à 1807 il fait les campagnes d'Autriche, de Prusse et de Pologne avec la 3e division du VIe corps de la Grande Armée. Pendant la campagne de vendémiaire an XIV, à l'attaque d'Ulm, il combat dans les fortifications de la place et fait 360 prisonniers. Dans cette affaire dans laquelle le 50e de ligne se distingue, il perd 150 hommes de son régiment. L'Empereur le nomme commandeur de la Légion d'honneur par décret du 4 nivôse an XIV. Le 10 février 1807, à la suite de la bataille d'Eylau, Mignot est promu au grade de général de brigade et reçoit le titre de baron d'Empire le 19 mars 1808. Passé à l'armée d'Espagne, il fait les guerres de 1809 à 1813 dans la péninsule et dans le Portugal. Il commande à Tui pendant que le IIe corps marche sur Braga et Porto. Il y est bloqué et obligé de combattre pendant vingt-six jours. Sa garnison consiste en 3 300 hommes recrus ou isolés, dont 1 200 au moins sont journellement dans les hôpitaux ; ses ressources sont épuisées et les hommes ne se nourrissent plus que de chair de cheval et de dix onces de maïs à la ration. Lorsque le 10 avril 1809, un corps de 15 000 insurgés de la Galice soutenu par 5 000 Portugais vient l'attaquer dans Tui, le général Mignot fait une sortie et repousse les assaillants, leur infligeant de lourdes pertes et leur enlevant 10 pièces d'artillerie. Le général Heudelet, détaché avec sa division pour venir au secours de la garnison de Tui, arrive en ce moment et complète la déroute des assiégeants qui se dispersent.

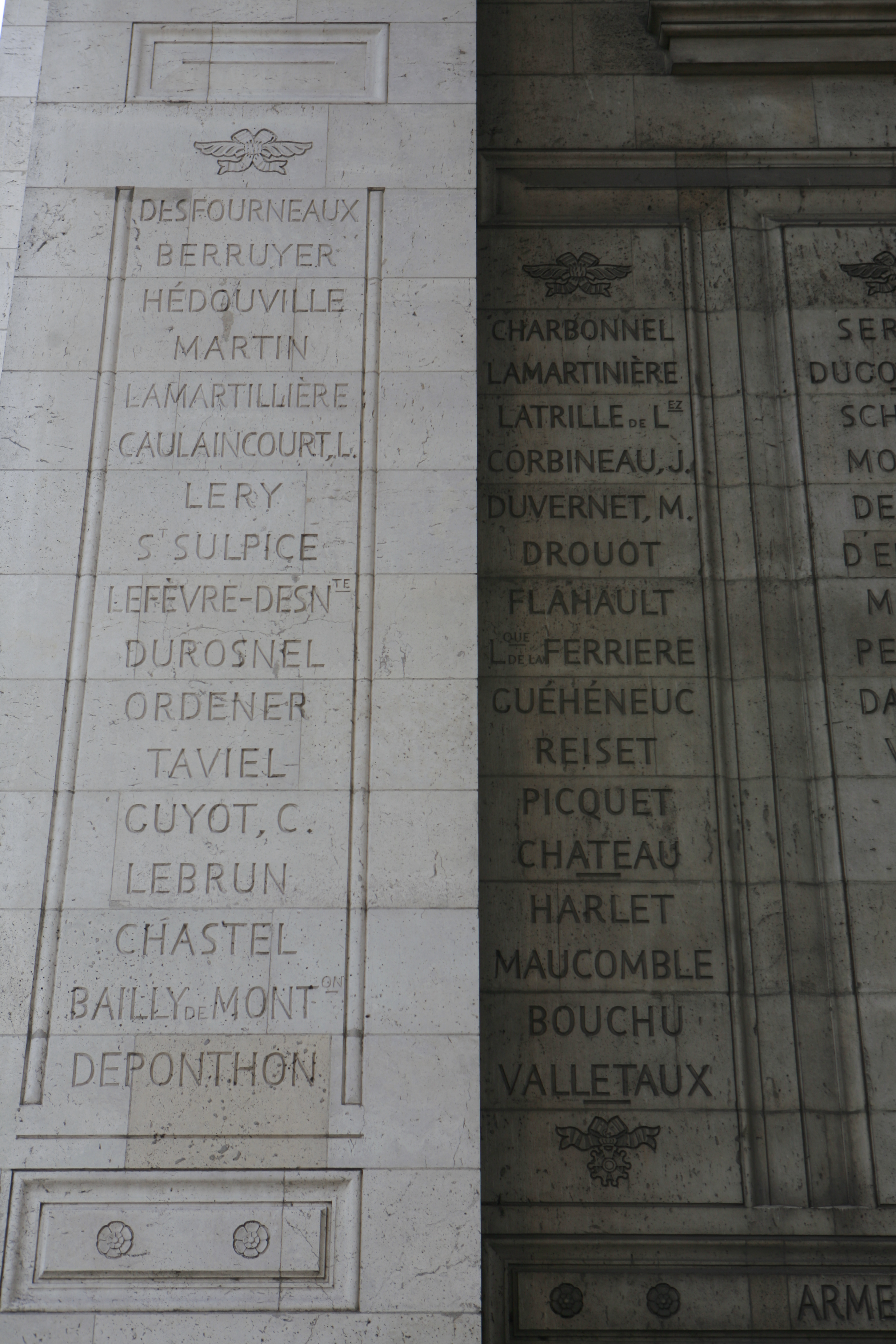
Noms gravés sous l'arc de triomphe de l'Étoile : pilier Ouest, 31e et.

Nommé chef de l'état-major général de l'armée de Portugal par décret impérial du 7 septembre 1811, Mignot exerce ces importantes fonctions avec la plus haute distinction. Le 22 juillet 1812, à la bataille des Arapiles, après avoir rempli pendant toute l'action ses fonctions de chef d'état-major, il ramène plusieurs fois au combat les troupes qu'il a ralliées et les encourage par son exemple à défendre les positions attaquées par les Anglais. Élevé au grade de général de division le 11 février 1813 et placé en cette qualité à l'armée de Portugal le 24 mars, il prend en avril suivant le commandement de la 6e division, passe à celui de la 9e, aile droite de l'armée d'Espagne, au mois de juillet de la même année, et prend part aux combats de Cubiry et d'Irun. Il combat avec la plus éclatante valeur le 31 août 1813, à la Bataille de San Marcial (1813) où il est grièvement blessé, et meurt à Bayonne le 6 septembre suivant à la suite des blessures qu'il a reçues au passage de la Bidassoa.

## Décorations, titres et honneurs
- 25 décembre 1805 : commandeur de la Légion d'honneur
- 19 mars 1808 : baron de l'Empire